# Эскимосский булинь
Эскимо́сская петля́ — узел, образующий незатягивающуюся петлю на конце верёвки. Незначительно отличается от казачьего узла выведенным внутрь петли ходовым концом верёвки. Узел — надёжнее булиня, особенно на верёвках из синтетических волокон.
Исследователь Арктики Дж. Росс привёз в Англию эскимосские сани, которые ему подарил эскимос. Техника выполнения саней и применяемые при их изготовлении материалы доказывают, что узел был придуман эскимосами самостоятельно. Сани выставляются в Британском музее.

## Способ завязывания
Существуют несколько способов завязывания узла, один из них — последовательный способ завязывания на столе:

A — Сделать колы́шку.

B — Вставить ходовой конец в колышку сверху.

C — Обнести ходовым концом петлю и вставить в колышку снизу.

D — Затянуть, одновременно потянув коренной конец верёвки со сдвоенным ходовым с петлёй.

## См. также

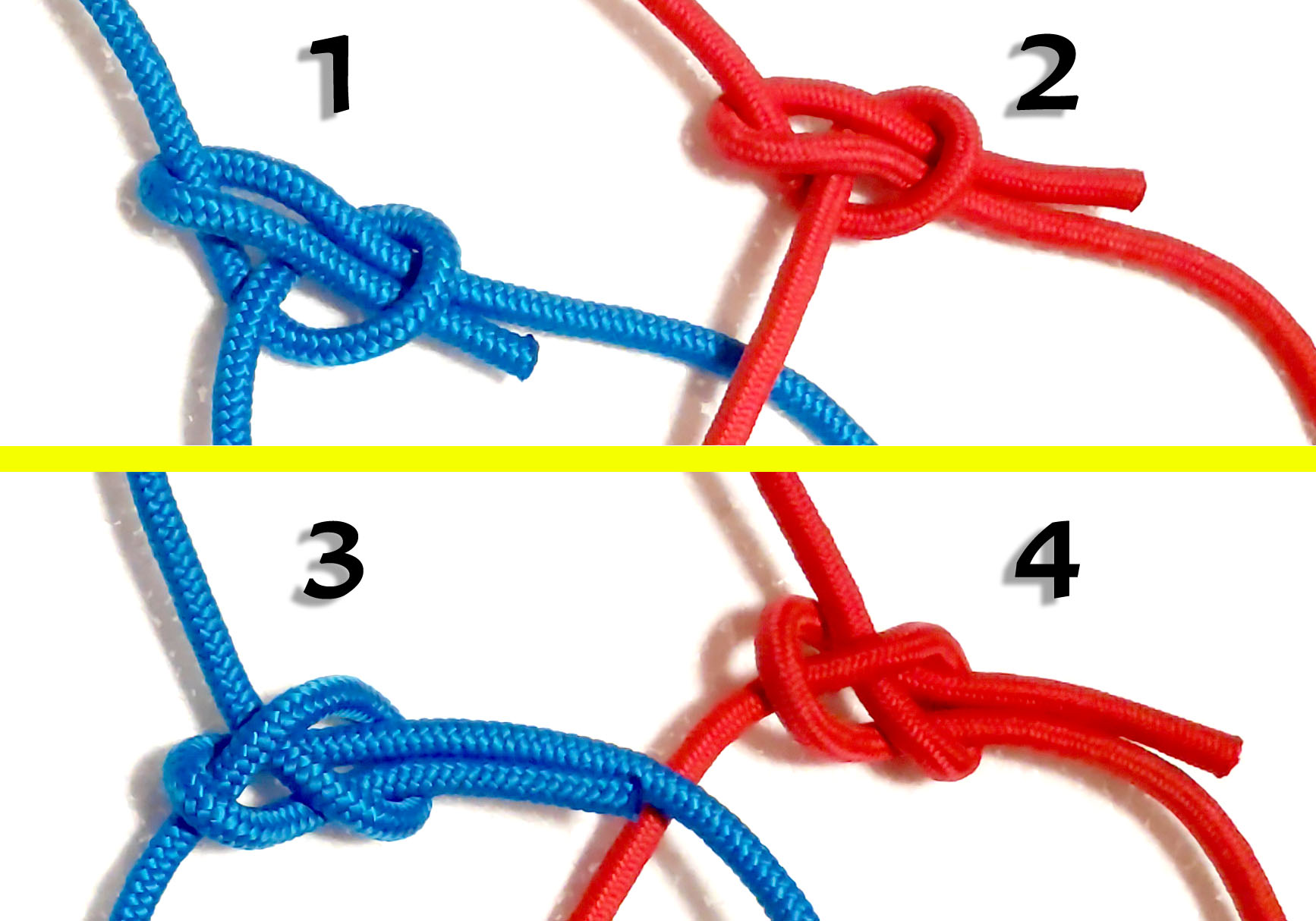
1 — беседочный узел
2 — голландский булинь
3 — эскимосский булинь
4 — казачий узел

## Булини
- Беседочный узел
- Голландский булинь
- Полуторный булинь
- Водный булинь
- Двойной булинь
- Бегущий булинь
- Два встречных беседочных узла[фр.]
- Двойной беседочный узел
- Тройной булинь[англ.]
- Встречный булинь
- Двойной беседочный узел
- Португальский булинь
- Испанский булинь
- Казачий узел
- Калмыцкий узел
- Эскимосский булинь
- Односторонняя восьмёрка